# لئونیداس استرگیو
لئونیداس استرگیو (انگلیسی: Leonidas Stergiou؛ زادهٔ ۳ مارس ۲۰۰۲) بازیکن فوتبال اهل سوئیس است که در پست مدافع برای باشگاه فوتبال سنت گالن در سوپر لیگ فوتبال سوئیس بازی می‌کند.
از تیم‌هایی که در آن بازی کرده‌است می‌توان به باشگاه فوتبال اشتوتگارت اشاره کرد.